# Žalhostice
Žalhostice är en ort i Tjeckien.   Den ligger i distriktet Okres Litoměřice och regionen Ústí nad Labem, i den nordvästra delen av landet, 50 km norr om huvudstaden Prag. Žalhostice ligger 159 meter över havet och antalet invånare är 505.
Terrängen runt Žalhostice är kuperad åt nordväst, men åt sydost är den platt. Runt Žalhostice är det ganska tätbefolkat, med 67 invånare per kvadratkilometer. Närmaste större samhälle är Ústí nad Labem, 15,8 km norr om Žalhostice. Trakten runt Žalhostice består till största delen av jordbruksmark.